# Uramustina
Uramustina, conosciuta anche con il nome di uracil mostarda, è un agente antineoplastico che deriva dalla mustina (nota anche come clormetina), con la quale condivide il meccanismo d'azione. Viene utilizzata per trattare le leucemie, i linfomi ed altre patologie neoplastiche a carico delle cellule ematiche. Attualmente è stata rimpiazzata nell'utilizzo con agenti antineoplastici più efficaci e di minore tossicità.

## Storia
L'agente alchilante fu sintetizzato da Lyttle and Petering alla fine degli anni cinquanta, e ne fu presto dimostrata l'attività di tipo antitumorale. Uramustina per via orale o intraperitoneale si dimostrò presto considerevolmente più efficace della mostarda azotata per via intraperitoneale nel prolungare la sopravvivenza di animali portatori di tumore e nell'inibire la crescita tumorale.

## Farmacodinamica
Uramustina è un agente alchilante bifunzionale e fase cellulare non specifico. La molecola interferisce con la duplicazione del DNA e la trascrizione dell'RNA potendo anche comportare cross-linking DNA. Il risultato finale dell'azione del composto è la disorganizzazione delle funzioni degli acidi nucleici.

## Farmacocinetica
Studi sperimentali su animali (cane) hanno messo in evidenza che il farmaco dopo somministrazione orale viene rapidamente ed incompletamente assorbito dal tratto gastroenterico. 
L'eliminazione dal plasma avviene rapidamente e, dopo circa un paio d'ore dalla assunzione il farmaco scompare completamente. 
Nelle urine è possibile ritrovare meno dell'1% escreto in forma immodificata.

## Tossicologia
La DL50 nel ratto quando somministrata per via intraperitoneale è pari a 1,25-2,5 mg/kg peso corporeo. Si deve tenere presente che, similmente ad altri agenti alchilanti, uramustina è potenzialmente cancerogena e teratogena.

## Usi clinici
Uramustina viene utilizzata principalmente nel trattamento palliativo delle neoplasie del sistema reticolo-endoteliale.

Anche se difficilmente viene ritenuta il farmaco d'elezione, uramustina si è dimostrata efficace nel determinare un miglioramento oggettivo (in particolare una riduzione della splenomegalia e della linfoadenopatia) in pazienti affetti da leucemia linfatica cronica, linfoma non-Hodgkin del tipo istiocitico o linfocitico e in pazienti affetti da linfoma di Hodgkin disseminato.

Il farmaco viene spesso utilizzato come trattamento adiuvante in soggetti affetti da leucemia mielogena cronica, che siano divenuti refrattari al busulfan oppure in pazienti in cui la trombocitosi non può essere diversamente controllata.
Similmente ad altri agenti alchilanti, uramustina è inefficace nel prevenire le crisi blastiche della leucemia mielogena cronica e pertanto non è utile ricorrervi durante queste fasi. 
Uramustina è inefficace anche nel trattamento delle leucemie acute.
Può essere invece di qualche utilità nel trattamento palliativo delle micosi fungoidi e nelle fasi iniziali della policitemia vera, prima dello sviluppo di leucemia o mielofibrosi. 
In letteratura medica con il suo utilizzo sono stati riferiti casi di remissione di carcinomi di ovaio, cervice e polmone, ma il farmaco è soltanto occasionalmente di aiuto nel trattamento palliativo delle neoplasie solide.

## Dosi terapeutiche
Uramustina viene somministrata per via orale al dosaggio di 0,15 mg/kg di peso corporeo alla settimana, in una singola somministrazione. La durata del trattamento è pari a 4 settimane.

## Effetti collaterali e indesiderati
Il principale effetto avverso indotto dal farmaco è costituito dalla tossicità ematologica.
Anche a dosaggi terapeutici si verificano infatti leucopenia, trombocitopenia e anemia. 
Questa forma di tossicità è cumulativa: è possibile che si verifichino danni irreversibili al midollo osseo se la dose totale raggiunge 1 mg/kg.
 
Gli effetti indesiderati di natura gastrointestinale sono rappresentati dalla riduzione dell'appetito, dal dolore addominale e specialmente epigastrico, dalla nausea, vomito e diarrea.
 
Le reazioni avverse di tipo dermatologico comprendono prurito, dermatiti, alopecia e iperpigmentazione. 
In alcuni casi si verificano disturbi di tipo neurologico generalmente consistenti in irritabilità, nervosismo, stordimento o depressione. Raramente si manifesta epatotossicità.
 
Talvolta si possono verificare ulcerazioni orali e iperuricemia, specie nei soggetti affetti da linfoma non-Hodgkin o leucemia. 
Uramustina può produrre amenorrea ed alterazioni della spermatogenesi.

In letteratura medica è stata anche segnalata la possibilità di tossicità polmonare.

## Controindicazioni
Uramustatina è controindicata in caso di severa leucopenia, trombocitopenia o anemia aplastica. 
L'uso di uramustina in gravidanza è fortemente sconsigliato, a meno che il beneficio non superi i rischi potenziali.

## Avvertenze
L'uramustina è un forte irritante ed è quindi opportuno evitare il contatto con la cute e le mucose. 
Come le altre mostarde è un farmaco con un basso indice terapeutico e la sua elevata tossicità sembra essere strettamente correlata alla dose utilizzata.

Il farmaco deve quindi essere somministrato solo in caso di effettiva necessità e sotto il controllo di un medico esperto nella terapia con agenti citotossici. 
Le complicazioni derivanti dall'azione mielosoppressiva possono risultare fatali e pertanto il medico segnala al paziente la necessità di comunicare prontamente l'eventuale comparsa di febbre, irritazione o arrossamento della gola, così come di emorragie.

Lo stato ematologico del paziente deve essere controllato ogni settimana. 
Se la terapia con uramustina fa seguito a radioterapia od alla somministrazione di altro farmaco mielosoppressivo è necessario attendere almeno 2-3 settimane tra la comparsa dell'effetto di mielodepressione massima, dovuto al trattamento precedente, e la somministrazione della dose iniziale di uramustina.